# Pipián (gastronomía)
Pipián es el nombre dado a una receta originaria de la gastronomía mexicana. Países como Bolivia, Colombia y Guatemala han adoptado esta receta.

## Variantes

### Bolivia
Es una preparación típica de los departamentos orientales de Santa Cruz y el Beni. El pipián beniano es tradicionalmente basado en carne de res y o en pato.

### Colombia
En Colombia, en la región de Popayán, capital del departamento del Cauca, consiste en un guiso espeso compuesto por un puré elaborado a base de una variedad local de papas llamadas coloquialmente amarillas o criollas, y aderezado con maní tostado y molido, ajo,  tomate, cebolla y achiote. Algunas variantes de la receta incluyen también clavo de olor o canela. El pipián en Colombia se emplea como relleno para empanadas y tamales, los cuales se acompañan con una salsa  picante típica elaborada con ají, maní y huevo.

### México

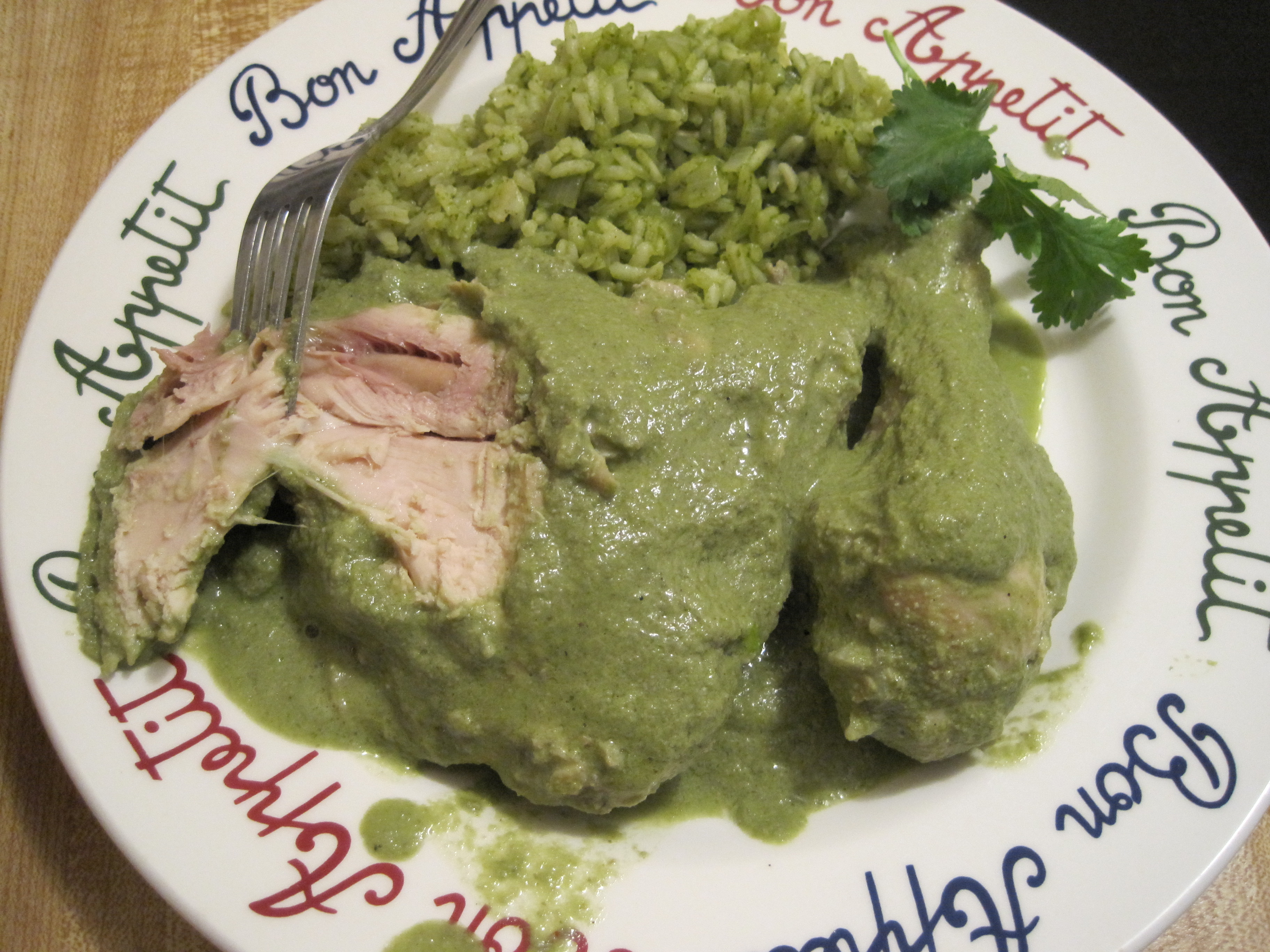
Pipián verde de pollo y arroz verde al poblano

En México es una salsa característica de la cocina típica de Morelos, Puebla, Tlaxcala, Zacatecas, Durango, Coahuila, Oaxaca y zacualpa quiche , además de otros estados de la república que se elabora con semillas de chiles, 
adicionales puede tener variedades roja y verde. Se usa para platillos de pollo, pato)  o cerdo.